# Большой Мелик
Большой Мелик — село в Балашовском районе Саратовской области России. Административный центр Большемеликского муниципального образования. Основано в 1698 году.

## География
Село находится в западной части Саратовского Правобережья, в пределах Окско-Донской равнины, в степной зоне, на левом берегу реки Хопёр и на берегах реки Мелик, при автодороге 63К-00004 (Балашов — Ртищево), на расстоянии примерно 7 км (по прямой) к северо-востоку от города Балашов, административного центра района. Абсолютная высота — 114 м над уровнем моря.
Климат
Климат характеризуется как умеренно континентальный с холодной малоснежной зимой и сухим жарким летом. Среднегодовая температура воздуха — 4,3 — 4,7 °C. Средняя многолетняя температура самого холодного месяца (января) составляет −11,1 °С (абсолютный минимум — −39 °С), температура самого тёплого (июля) — 20,7 °С (абсолютный максимум — 39 °С). Средняя продолжительность безморозного периода 145—155 дней. Среднегодовое количество атмосферных осадков — 476 мм, из которых 200—300 мм выпадает в период с апреля по октябрь. Снежный покров держится в среднем 130—135 дней в году.
Часовой пояс
Село Большой Мелик, как и вся Саратовская область, находится в часовой зоне МСК+1. Смещение применяемого времени относительно UTC составляет +4:00.

## Население
| 2002 | 2010  |
| ---- | ----- |
| 1195 | ↗1219 |

Половой состав
По данным Всероссийской переписи населения 2010 года, в половой структуре населения мужчины составляли 47 %, женщины — соответственно 53 %.
Национальный состав
Согласно результатам переписи 2002 года, в национальной структуре населения русские составляли 93 % из 1195 чел.

## Улицы
| - ул. Горная, - ул. Ивлиева, - ул. Калинина, - ул. Клиническая, - ул. Кооперативная, - ул. Красная, | - ул. Луговая, - ул. Московская, - ул. Набережная, - ул. Передовая, - ул. Пролетарская, - ул. Пугачёвская, | - ул. Пятилетка, - ул. Садовая, - ул. Советская, - ул. Советская, - ул. Украинская, - ул. Школьная. |